# 马胡尔
马胡尔（Mahur），是印度阿萨姆邦North Cachar Hills县的一个城镇。总人口5485（2001年）。

## 人口
该地2001年总人口5485人，其中男性2999人，女性2486人；0—6岁人口731人，其中男402人，女329人；识字率76.19%，其中男性为80.23%，女性为71.32%。